# Encore (Hey! Say! JUMPの曲)
『encore』（アンコール）は、Hey! Say! JUMPの35枚目のシングル。2025年5月28日にストームレーベルズから発売された。
カップリング曲である「SUPER CRUISIN'」はCD発売に先駆け、3月26日に先行デジタル配信された。

## 概要
初回限定盤1（CD+Blu-ray/DVD）、初回限定盤2（CD+BD/DVD）、JUMPremium BOX 盤（CD+GOODS）、通常盤の4形態でリリースされた。
「encore」は伊野尾慧主演カンテレ・フジテレビ系火ドラ★イレブン『パラレル夫婦 死んだ"僕と妻"の真実』主題歌。

## 収録曲
クレジット出典

### CD

#### 初回限定盤1
1. encore［4:06］
作詞：YUUKI SANO / 作曲：YUUKI SANO、花村智志 / 編曲：花村智志、E&M
  - 伊野尾慧・伊原六花W主演 カンテレ・フジテレビ系 火ドラ★イレブン『パラレル夫婦 死んだ"僕と妻"の真実』主題歌
2. SUPER CRUISIN'［2:58］
作詞：サーヤ[13] / 作曲：サーヤ、Shin Sakiura / 編曲：Shin Sakiura
  - サーヤにとって初の楽曲提供作品[16]。
3. Step by step［3:43］
作詞：大原拓真（Penthouse） / 作曲：浪岡真太郎（Penthouse） / 編曲：遠藤ナオキ、浪岡真太郎（Penthouse）

#### 初回限定盤2
1. encore
2. SUPER CRUISIN'
3. 未来線［4:12］
作詞：辻村有記 / 作曲・編曲：辻村有記、伊藤賢

#### JUMPremium BOX盤（完全生産限定盤）
1. encore
2. SUPER CRUISIN'

#### 通常盤
1. encore
2. SUPER CRUISIN'
3. ラブレター［3:54］
作詞：岡田一成 / 作曲：岡田一成、RUSH EYE / 編曲：RUSH EYE
4. MATSURI☆FEVER［3:33］
作詞：MUTEKI DEAD SNAKE / 作曲：MUTEKI DEAD SNAKE、児山啓介 / 編曲：児山啓介
5. encore（オリジナル・カラオケ）
6. SUPER CRUISIN'（オリジナル・カラオケ）
7. ラブレター（オリジナル・カラオケ）
8. MATSURI☆FEVER（オリジナル・カラオケ）

### Blu-ray/DVD

#### 初回限定盤1
- 「encore」Music Video & Making（39分収録）
- Hey! Say! JUMP Special Live 2024-2025 JUMPARTY 〜Opening Part〜（18分収録）
2024年末に開催された年越しイベントから、レッドカーペットからの登場や、「eek!!」を含む一部ライブイベントを収録[11]。

#### 初回限定盤2
- 「SUPER CRUISIN'」Music Video & Making（31分収録）
- 3分間で遂行せよ！シークレットミッション対決！（46分収録）
「遊んでから帰れ！」と命じられ挑戦したバラエティ企画映像を収録[11]。